# Jan van Diest

Wapen volgens het Wapenboek Beyeren, de zegels van de bisschop vertonen dit wapen echter niet, maar het kruis van Utrecht, met als hartschild het wapen Diest

Jan van Diest (gestorven op 1 juni 1340) was bisschop van Utrecht van 1322 tot 1340.
Jan was afkomstig uit een Brabantse adellijke familie, en was aanvankelijk proost van Kamerijk. In 1322 werd hij op voorstel van Willem III van Holland en Reinoud II van Gelre tot bisschop benoemd, zeer tegen de zin van de Utrechtse kapittels, die Jan van Bronkhorst hadden gekozen. Paus Johannes XXII verklaarde deze keuze (bevestigd door de aartsbisschop van Keulen) echter ongeldig en wijdde Jan in Avignon persoonlijk tot bisschop. Jan werd pas in 1327 tot priester gewijd.
Het bewind van Jan van Diest betekende een dieptepunt voor het bisdom Utrecht. Het werd voornamelijk gekenmerkt door financiële misstanden en nepotisme op grote schaal. Bij zijn aantreden erfde hij al een grote schuldenlast van zijn voorgangers. Door aankoop van goederen in het Oversticht verergerde hij de situatie. Hiervan profiteerde niet alleen de ridderschap, maar ook de graven van Holland en Gelre zagen hun kans schoon. Zij verleenden de bisschop kredieten waardoor deze volledig in hun macht kwam. In 1331 sloten zij een verdrag op grond waarvan het Sticht opgedeeld zou worden. Willem III dreigde zich het Nedersticht toe te eigenen, en het is slechts aan het verzet van de Stichtse onderdanen te danken dat de zelfstandigheid van het bisdom niet verloren ging.
Jan van Diest werd begraven in de Dom van Utrecht.
- Biografisch Portaal: 81505194
- Gemeinsame Normdatei: 102529000
- Virtual International Authority File: 69323973